# Sante Zirioni
Sante Zirioni (Acquaviva delle Fonti, dicembre 1928 – Acquaviva delle Fonti, 1994) è stato uno storico, giornalista e scrittore italiano.

## Biografia

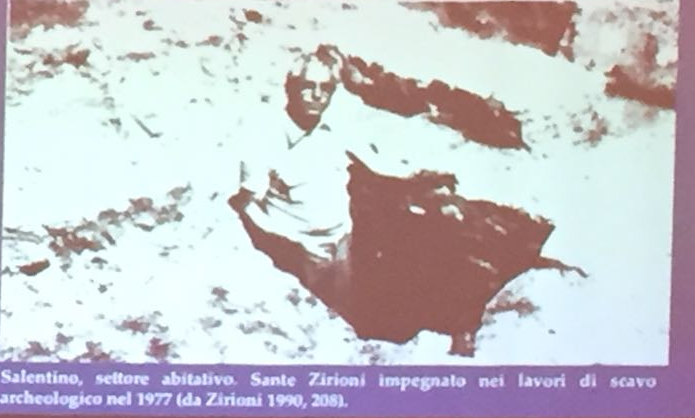
Sante Zirioni nella zona archeologica di Salentino

Come giornalista, Sante Zirioni fu corrispondente di ANSA, del Secolo d'Italia, del Tempo e della Gazzetta del Mezzogiorno. Inoltre, è stato collaboratore Rai Puglia.
La sua opera storico-letteraria, divenuta indispensabile per comprendere lo sviluppo identitario del territorio in cui ha vissuto, circostanzia minutamente le vicende sociali ed architettonico-edilizie locali e non, che esprimono, di fatto, la naturale prosecuzione della macro-ricostruzione storica di Antonio Lucarelli contenuta nel primo volume dell'opera Notizie e Documenti riguardanti la storia di Acquaviva delle Fonti in Terra di Bari, interamente dedicata ad Acquaviva delle Fonti.
Negli anni '70 segue lo sviluppo degli scavi archeologici nel sito di Salentino, nel territorio di Acquaviva delle Fonti a seguito dei quali verranno recuperate sepolture e corredi funerari datati fra il VI e il IV secolo a.C.
Sante Zirioni è stato Ispettore Onorario della Soprintendenza ai Beni Culturali per i comuni di Acquaviva delle Fonti e Adelfia, componente della Commissione Diocesana per l'Arte Sacra e Assessore alla Cultura nella giunta municipale acquavivese.

## Riconoscimenti
A Sante Zirioni sono intitolate la sezione acquavivese dell'Archeclub d'Italia e la piazza retrostante la concattedrale di Sant'Eustachio Martire.

## Opere
- Stoccolma 25 giugno 1961, Palo del Colle, Casa Editrice Michele Liantonio, 1975, SBN NAP0031921.
- Gèlorme la cornètte, Bari, Tipografia Raffaele Damiani, 1978, SBN NAP0032054.
- Acquaviva Sacra e Antica - Chiese, iscrizioni, mappe, mura, neviere dalle origini al XIX secolo, illustrazioni di Vito Iusco, Cassano delle Murge, Tipografica Meridionale, 1979, SBN BRI0447069.
- Acquaviva Sacra e Antica, illustrazioni di Vito Iusco, Cassano delle Murge, Tipografica Meridionale, 1981, SBN BRI0434314.
- Acquaviva Sacra e Antica - Il Monastero delle Cappuccinelle di Acquaviva delle Fonti, illustrazioni di Vito Iusco, Cassano delle Murge, Tipografica Meridionale, 1982, SBN BRI0407314.
- Acquaviva Sacra e Antica - Il Monastero di S. Chiara, l’Addolorata, il Carmine, S. Angelo, Cassano delle Murge, Tipografica Meridionale, 1984, SBN BRI0415352.
- Il caso Ràkosi - Una vicenda ecologica ad Acquaviva delle Fonti nella seconda metà dell’Ottocento, Cassano delle Murge, Tipografica Meridionale, 1985, SBN CFI0240793.
- Storia della Banda Musicale di Acquaviva delle Fonti, 1ª ed., Cassano delle Murge, Tipografica Meridionale, 1988.
- Acquaviva Sacra e Antica - Chiese rurali, corti, borghi e casali nel territorio di Acquaviva delle Fonti, illustrazioni di Vito Iusco e Sante Zirioni, Cassano delle Murge, Tipografica Meridionale, 1990, SBN BA10058702.
- Le confraternite laicali in Acquaviva dal XVI al XX secolo, in Le confraternite pugliesi in età moderna 2, Fasano, Schena Editore, 1990,  pp. 623–644, SBN IEI0354999.
- La chiesa di San Rocco in Acquaviva delle Fonti, Bari, Graphiservice, 1991, SBN BA10060872.